# 北川良和
北川 良和（きたがわ よしかず、1941年 - ）は、日本の建設技官・地震工学者。学位は、工学博士。建設省建築研究所部長、広島大学教授、慶應義塾大学理工学部教授、日本地震工学会会長を歴任。

## 人物・経歴
1965年芝浦工業大学建築学科卒業。1971年東京大学大学院工学系研究科建築学専攻博士課程修了、工学博士。同年建設省建築研究所研究員。1979年建設省建築研究所第3研究部構造研究室室長。1980年建設省建築研究所第3研究部振動研究室室長。1987年建設省建築研究所国際地震工学部第二耐震工学室室長。1989年建設省建築研究所建築試験室室長。1990年建設省建築研究所第4研究部部長。1991年建設省建築研究所国際地震工学部部長。1995年建築研究振興協会技術参与。1996年広島大学工学部第四類建築学教室教授。1999年広島大学工学部第4類建築学教室主任教授。2000年慶應義塾大学理工学部システムデザイン工学科教授。2007年日本地震工学会会長。2008年山口福祉文化大学ライフデザイン学部教授。2010年チリ地震に関する合同調査団団長。